# 冰汽时代
《冰汽时代》（又译作）是波兰公司11 bit studios开发的一款以末日题材为背景的模拟经营类电子游戏，2018年4月24日发售。
2021年8月12日宣布制作续作《冰汽时代2》，于2024年发售。

## 游戏简介
《冰汽时代》的故事背景为完全虚构。剧情中，由於印尼的坦博拉火山（历史上是在1815年）和喀拉喀托火山爆发等原因造成全球进入火山冬天（大致符合1883年喀拉喀托火山喷发的历史，当时的确导致4年的全球性异常降温），此后1886年的暴风雪（大致符合历史上1887年至1888年冬季的强烈暴风雪）导致全球粮食歉收，大批人口死亡。玩家将成为地球上最后几座城市的统治者之一，对人民及里面的基础设施进行管理，扩建城市并生存下去。而为了保证全世界所剩无几的人类能够存活下来，有时候必须要做出一些艰难的决定（如是否使用童工以及向配给食品中掺入锯末等）。
在第一章“新家”剧情中，游戏发展到一定阶段时，会出现市民陷入分裂的事件，部分市民组成“伦敦帮”，此时玩家需要在“秩序”和“信仰”当中选择一项，尽可能降低不满值和增加希望值，以消除“伦敦帮”的影响。
游戏后期，玩家需要大量囤积资源以应对暴风雪的到来。若顺利度过暴风雪，则游戏胜利；若不满值达到顶点或者希望值归零，游戏失败，玩家扮演的城市管理者将被绞死或者被驱逐。

## 评价
游戏评论网站IGN给出了9分的评价，评论称：“尽管游戏中的充斥着阴郁的氛围，但《冰汽时代》依旧是一次令人着迷的体验。……然而，《冰汽时代》最具独创性的是它所提出的伦理困境，迫使玩家在不牺牲人性的前提下，努力平衡个人和城市的生存需要。”
尽管制作组制作该游戏的初衷被认为是宣扬人类在自然面前的渺小、统治者的道德抉择和对于人性的拷问，但在中国，《冰汽时代》却被一些玩家赋予了“抓革命促生产”、“积极生产自救”的玩法内涵。而且當玩家點了越界法案，即「公眾之敵受傷或死亡（武力说服秩序）、簽字效忠首領（效忠誓言秩序）、處理有威胁的人（新秩序秩序）」或「脱衣认错鞭打背部（公开忏悔）、首领之言每人都必須服从（真理守护者）、處理不相信的人（新信仰）」，结尾字幕會出现“但这一切值得吗？”，這讓不少中国玩家感到不满，因越界法案而出现的白左式道德谴责，中国玩家表現了強烈的抵觸情緒。。開發商市場部門經理邓鹤翔在波兰独立游戏基金会上發佈的《针对中国市场的游戏开发商指南》中，表示中國玩家和西方玩家存在文化差異，所以《冰汽时代》的道德抉择設計招致了中國玩家的批評。